# Південноазійська раса
Півде́нноазійська ра́са (також південномонголоїдна раса, малайська раса, індонезійська раса, в'єтьска раса) — одна з людських рас, відноситься до так званих малих рас в складі великої монголоїдної раси. У ряді класифікацій утворює разом з далекосхідною расою тихоокеанську монголоїдну гілку. Переважає серед південних китайців, в'єтнамців, яванців, малайців і інших народів Південного Китаю, Індокитаю, Філіппін, Індонезії та деяких інших країн і регіонів Південно-східної Азії, також зустрічається серед малагасійців на Мадагаскарі. В області поширення південноазійської раси зберігаються невеликі острівні ареали веддоїдній і меланезійській расах, більшість представників яких були асимільовані й відтіснені в минулому під час міграцій з півночі монголоїдів.

## Ознаки

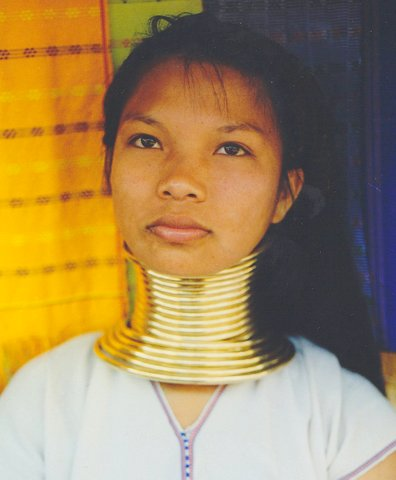
Представник народу карени (Таїланд)

Представники південноазійської раси виділяються за такими особливостями:
- дещо менший зріст в порівнянні з іншими популяціями монголоїдів;
- темніші відтінки кольору шкіри;
- частіше зустрічається хвилясте волосся;
- слабке зростання волосся на обличчі й тілі;
- зниження частоти поширення епікантуса, розріз очей може бути досить широким;
- збільшення товщини слизової губ;
- широкий, слабо випнутий ніс з увігнутим переніссям;
- невеликі розміри та менша сплощеність особи;
- менший розмір черепа, частіше більш брахікефальна величина головного покажчика, хоча може зустрічатися і більшою доліхокефальністю;
- мезогнатизм.

Зазначені відмінності представників південноазійської раси від інших монголоїдів дозволяють припустити, що в минулому сталася часткова метисація південноазійської з веддоїдною, полінезійською і меланезійською расами.

## Класифікація

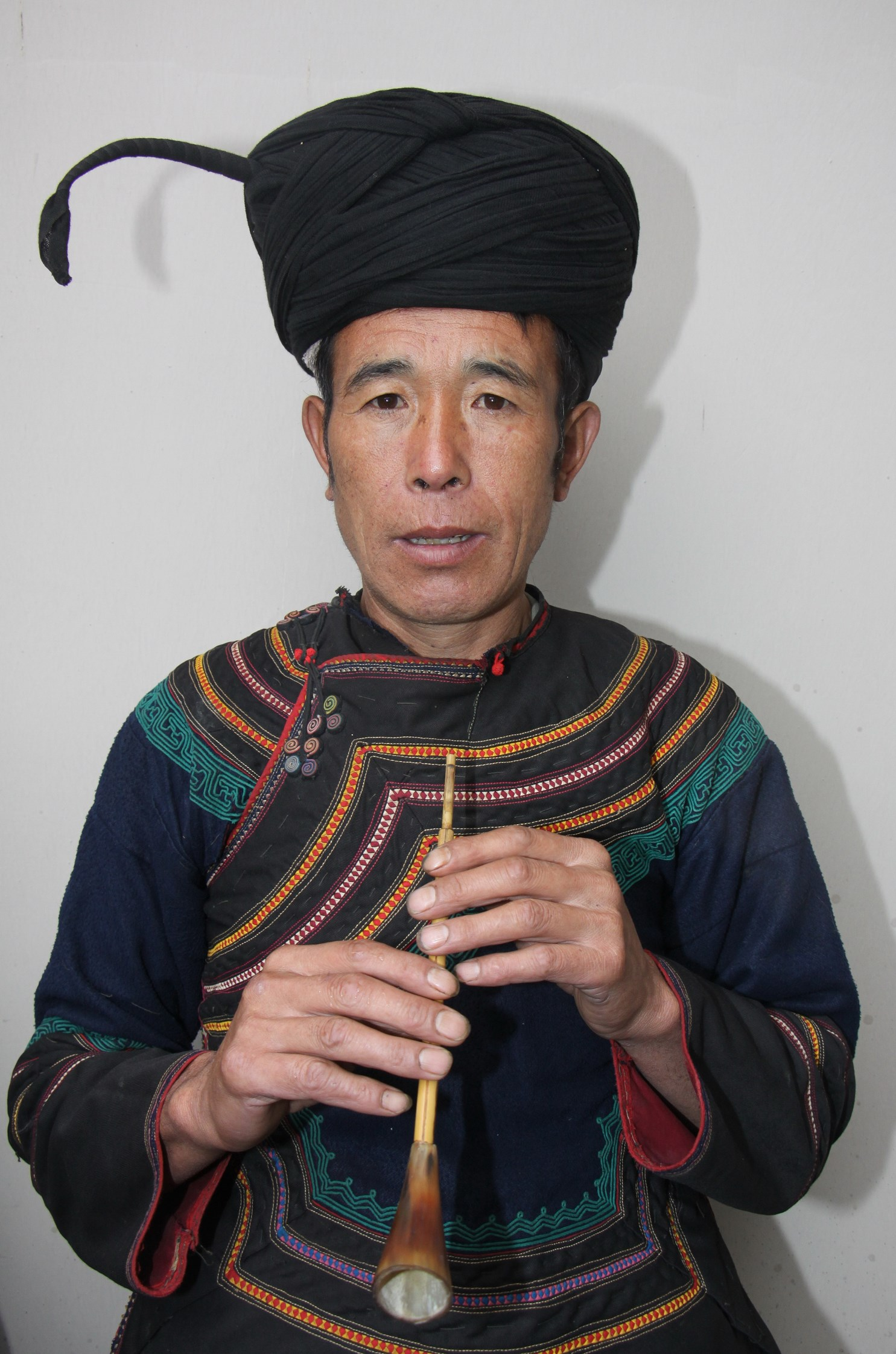
Представник народу (Китай)

В. В. Бунак виділяв у складі південноазійської расової гілки китайську расу, расу мяо-яо, південноазійську у расу, південноазійську кхмерську расу й острівну расу (японців), а індонезійську расу відносив до древньоіндонезійської гілки південного расового стовбура разом з австралійською, полінезійською і курильською расами. У класифікації Г. Ф. Дебеца південномонголоїдна раса разом відгалужується від неї японським антропологічним типом, а також разом з далекосхідною расою розглядаються як частина тихоокеанської підгілки азійської гілки великої монголоїдної раси. Я. Я. Рогінський і М. Г. Левін включали південноазійську расу до складу великої азійськоамериканської раси разом з північноазійською, арктичною (ескімоською), далекосхідною та американською малими расами.

## Типи
У складі південноазійської раси виділяється кілька антропологічних типів. Найвіддаленіший за ступенем монголоїдності від інших південноазійських популяцій є даякський тип. До цього типу належить населення внутрішніх важкодоступних районів індонезійських островів, перш за все, в північно-східній частині Індонезії, але також і на острові Калімантан (у даяків), на острові Ніас і на Філіппінах (в іфугао і тагалів). У порівнянні з іншими південноазійськими популяціями в даякському антропологічному типі найсильніше представлений веддоїдний субстрат. Представники даякського типу відрізняються від сусідніх південноазійських груп меншим ростом, довшою головою, ширшим носом, меншою поширеністю епікантуса і деякими іншими ознаками. Малайський тип, найпоширеніший серед народів Індонезії, має в порівнянні з даякським типом більш виражені монголоїдні ознаки — у представників малайського типу відзначаються більше зростання, більш округла голова, вужчий ніс, високе обличчя, більша частота епікантуса і т. д. Найтиповіші малайські ознаки характерні для жителів південно-західної частини Індонезії, досить широко малайський антропологічний тип поширений серед малайців, яванців, сундів та інших народів і етнічних груп островів Суматра і Ява, а також узбережжя островів Калімантан і Сулавесі. Мабуть, даякський тип представляє другу хвилю заселення Індонезії, потіснивши раніше прийдешніх сюди веддоїдів, а малайський тип — останню третю хвилю.
Своєрідні антропологічні типи серед населення Індокитаю є мяо-яо, в'єтський і кхмерський типи, які В. В. Бунак виділяв як малі раси в складі південноазійської расової гілки. Антропологічний тип мяо-яо, характерний для жителів Північного Індокитаю, відрізняється більшим ростом, сильніше виражена брахікефалія і висока частотність хвилястого волосся (в порівнянні з в'єтьским типом), а також велика поширеність епікантуса і жовтувата пігментація шкіри (в порівнянні з кхмерським типом). Кхмерський тип, поширений в південних, західних і центральних районах Індокитаю, характеризується великим ростом, більшою брахікефалією і хвилястим волоссям (в порівнянні з в'єтьским типом), а також світло-коричневим кольором шкіри й рідкістю епікантуса (в порівнянні з типом мяо-яо і в'єтьским типом). в'єтьский тип, поширений на східному узбережжі Індокитаю, виділяється меншою брахікефалією, жовтуватою пігментацією шкіри й великою частотою епікантуса (в порівнянні з кхмерським типом), а також меншим ростом і прямим волоссям (в порівнянні з типом мяо-яо і кхмерським типом).
Значною мірою відрізняється від інших південноазійських типів варіант, поширений серед і (іцзу) (Південний Китай, Північний В'єтнам), седангів і банарів (Центральний В'єтнам). Він характеризується сильно випнутим вперед в горизонтальній площині обличчям, які виступають вперед і чітко окресленим носом, широким розрізом очей, значно меншою частотою епікантуса і світлішою шкірою. Наявність у представників цього антропологічного типу прямого, а не хвилястого волосся, вказує на те, що участь веддоїдів у формуванні іцзу, седангів і банарів було малоймовірним. В цілому дані народи багато в чому схожі за зовнішніми ознаками з американськими індіанцями. Можливо, вони представляють один зі стародавніх расових типів Південно-східної Азії. Зараз процеси метисації, зокрема, народу іцзу з іншими народами Китаю призводять до того, що антропологічні ознаки серед зазначених етнічних груп в різних частинах їх ареалів стали сильно варіювати.